# Republica Sovietică Socialistă Ucraineană
Republica Sovietică Socialistă Ucraineană (în ucraineană Українська Радянська Соціалістична Республіка, transliterat: Ukrainska Radeanska Soțialistîcina Respublika) a fost creată pe 25 decembrie 1917, fiind una dintre cele patru republici constituente ale Uniunii Sovietice din momentul în care a fost formată Uniunea în 1922.
După al Doilea Război Mondial, în 1945, au fost făcute anumite amendamente în Constituția RSS Ucrainene, care permiteau republicii să acționeze ca un subiect separat al legii internaționale în anumite cazuri și cu un anumit grad de libertate, rămânând în același timp parte a URSS-ului. În particular, aceste amendamente au permis RSS Ucrainene să devină unul dintre membrii fondatori ai Organizației Națiunilor Unite, alături de RSS Bielorusă și de Uniunea Sovietică. În realitate, acest fapt asigura încă un vot în Adunarea Generală a Organizației Națiunilor Unite pentru URSS, de vreme ce Ucraina nu avea o politică externă independentă.
În 1954, RSS Ucraineană a căpătat regiunea Crimeea, până în acel moment parte a RSFS Ruse. În zilele noastre, regiunea, locuită de o majoritate rusofonă, este subiect de dispută cu Rusia, care a ocupat republica și a anexat-o.
RSS Ucraineană a fost redenumită Ucraina pe 24 august 1991, în momentul în care s-a desprins de Uniunea Sovietică și a devenit o țară independentă.
Prima capitală a fost Harkov (în 1918–1934), după care capitala a fost mutată la Kiev.
Conducătorii Partidului Comunist din RSS Ucraineană și conducătorii de facto ai republicii au fost:
- Gheorghi Piatakov (1918)
- Stanislav Kosior (1919-1920)
- Dmitri Manuilski (1921-1923)
- Emmanuil Kviring (1923-1925)
- Lazar Kaganovici (1925-1928)
- Stanislav Kosior (1928-1938)
- Nikita Hrușciov (1938-1949)
- Leonid Melnikov (1949-1953)
- Alexei Kiricenko (1953-1957)
- Nicolai Podgornîi (1957-1963)
- Petro Șelest (1963-1972)
- Volodimir Șcerbițski (1972-1989)
- Vladimir Ivașko (1989-1990)
- Stanislav Gurenko (1990-1991)